# Vrlička krajina
Vrlička krajina je kraj u Hrvatskoj oko izvora i gornjeg toka rijeke Cetine, između planinskog lanca Dinare i Troglava na sjeveroistoku te Velikog ili Zagorskog Kozjaka i Svilaje na jugozapadu. Može se smatrati i dijelom Cetinske krajine.
Obuhvaća područje upravne jedinice Grada Vrlike u Splitsko-dalmatinskoj županiji te Općina Kijevo i Civljane u Šibensko-kninskoj županiji. Od sjevera, okružuju je Livanjski kraj, Cetinska krajina, Drniška krajina, do Kninske krajine na sjeverozapadu.  
Povijesno, njeno ime dolazi od imena starohrvatske župe Vrh Rika, (tj. povrh rijeke Cetine) čije je gotovo identične granice čuvala do nedavnog vremena (Vrlička općina), sve dok navedena općina nije krajem 60-tih godina 20. st. podijeljena između tadašnjih Kninske i Sinjske općine. 